# GNOME Core Applications
GNOME Core Applications（グノーム・コア・アプリケーションズ）は、おおよそ30のアプリケーションの集合体で、自由でオープンソースのGNOMEデスクトップ環境の標準の一部をなす。GNOME Core ApplicationsはGNOMEデスクトップの見た目と感じを持っており、いくつかのアプリケーションは新規で書かれ、また他のものはポートによっている。
最新のバージョンのGTKによって提供される、新しいGUIウィジェットの利用はGNOME Human Interface Guideline（HIG）をエルゴノミクス（「人間工学」）的に実装するために行われるもので、これは全てのGNOME Core Applicationsに共通している。GNOME Core Aoolicationsのうちいくつかは本質的なもので、いくつかはそうではない。
Evolutionを除く全てのGNOME Core Applicationsは、GtkHeaderBarを特徴としている。GtkHeaderBarは、バージョン3.10でGTKに導入されたウィジェットであり、タイトルバーとツールバーをクライアント側の装飾で置き換えるものである。

## グラフィカルシェル
GNOME 3のデフォルトのグラフィカルなシェルはGNOME Shellで、かつてこれはGNOME パネルであった。グラフィカルシェルの代替としてはCinnamonのようなものがある。
GNOME Core Applications: ユーザーインターフェース(GNOME Shell)
- GNOME Shell overviewモード
- GNOME Shell アプリケーションランチャー
- GNOME Shellのclassic mode

GNOME Core User Interface Applicationsのスクリーンショット

## 設定
- 設定 - GNOMEの様々な局面を設定する中心的なインターフェースである。多様なパネルが、NetworkManagerデーモンや他のデーモンを設定するためのグラフィカルなフロントエンドとなっている。
- dconf editor - dconfのエディターである。

GNOME Core Applications: 設定
- 設定

GNOME Core Configuration Applicationsのスクリーンショット

## 会話
- Contacts - 住所管理を行う。
- Mail（現在設計中）

GNOME Core Applications: 会話
- GNOME Contacts

GNOME Core Conversations Applicationsのスクリーンショット

## ファイル
- Files - GNOMEのファイルマネージャ。
- Photos
- Music - データベース管理機能を持つオーディオプレーヤー。
- Videos - GNOME向けのメディアプレーヤー。

GNOME Core Applications: ファイル
- GNOME Files
- GNOME Photos
- GNOME Music
- GNOME Videos

GNOME Core Files Applicationsのスクリーンショット

## システム
- Boxes - 仮想マシンのためのフロントエンド。GNOME 3.4で導入された。
- Disks
- Usage - ディスク使用量アナライザー（Baobabとしても知られる）やGNOME システムモニタなどの混合物。
- Logs - Valaで書かれており、3.12で導入された
- ヘルプ
- Software
- 端末

GNOME Core Applications: システム
- GNOME Boxes
- GNOME Disks
- GNOME Usage
- GNOME Logs
- GNOME ヘルプ
- GNOME Software
- GNOME 端末

GNOME Core System Applicationsのスクリーンショット

## ワールド
- Clocks
- Maps
- Weather
- Web

GNOME Core Applications: ワールド
- GNOME Clocks
- GNOME Clocks
- GNOME Maps
- GNOME Weather
- GNOME Web

GNOME Core World Applicationsのスクリーンショット

## ユーティリティ
- 電卓
- カレンダー
- Characters
- Notes - Bijibenとして知られるが、GnoteやTomboyではない。
- テキストエディタ - シンタックスハイライティング機能を持ったテキストエディタ。

GNOME Core Applications: ユーティリティ「
- GNOME Calculator
- GNOME Calendar
- GNOME Notes
- テキストエディタ

GNOME Core Utilities Applicationsのスクリーンショット